# HSC Csíkszereda

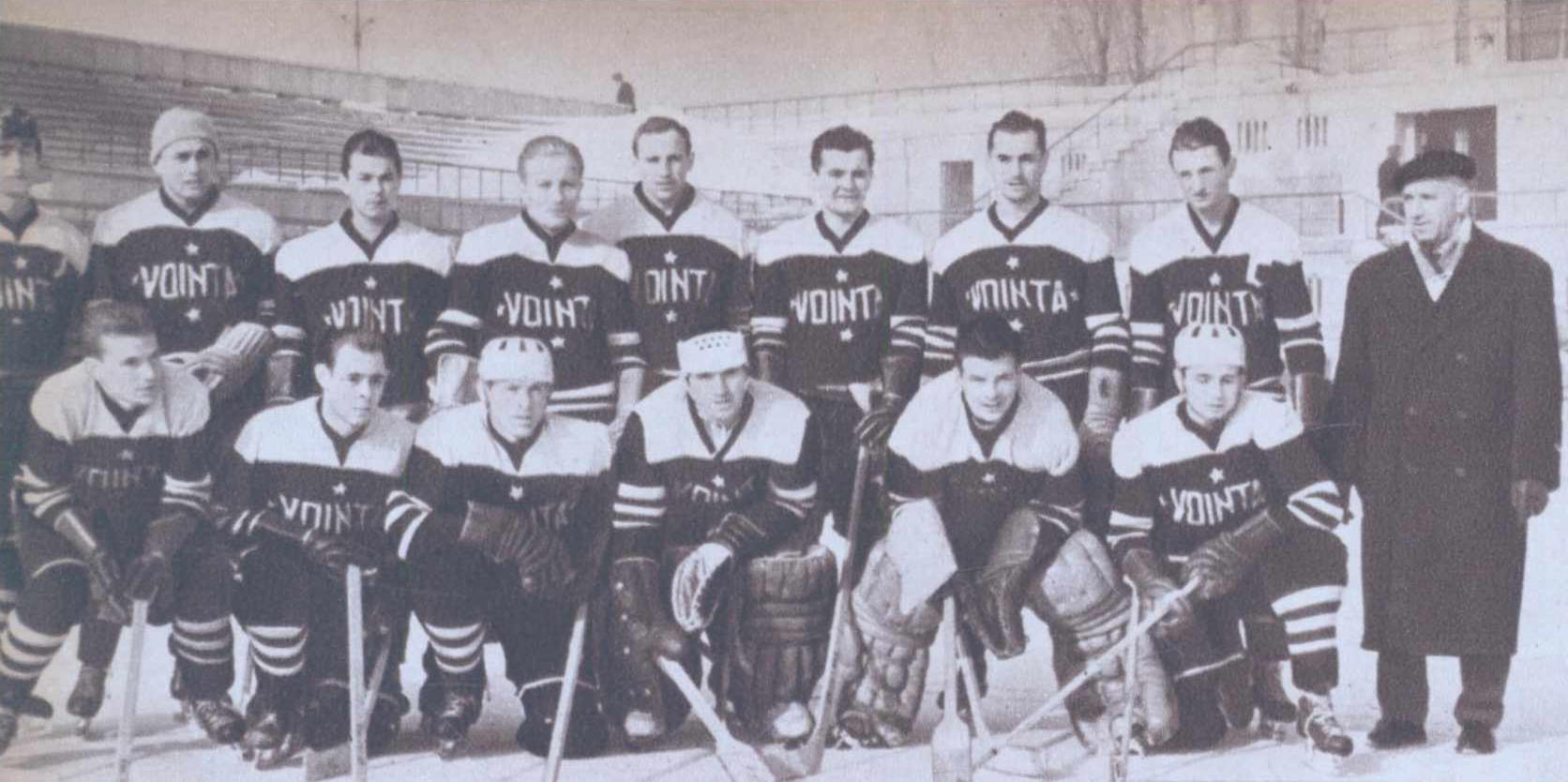
Voința Miercurea Ciuc (1963)

HSC Csíkszereda (în românește Hochei Sport Club Miercurea Ciuc) este un club de hochei pe gheață din Miercurea Ciuc, Harghita, România; una din echipele fruntașe care evoluează în Liga Națională de hochei. A fost înființat în anul 1929 și își dispută meciurile pe teren propriu pe patinoarul Vákár Lajos cu o capacitate de 4.000 de locuri. A devenit de 17 ori campioană a României și de 13 ori a câștigat Cupa României la hochei pe gheață. În anul 2010, echipa și-a schimbat numele din SC Miercurea Ciuc în HSC Csíkszereda, profitând de dispariția clubului HC Csíkszereda.

## Istorie
Situat in Bazinul Ciucului, una dintre cele mai reci regiuni din tara, ofera un fundal ideal pentru sporturile de iarna. Patinajul pe pajiștile inundate de un curs de apă a început în anii 1870, iar prima asociație de patinaj, „Csíkszeredai Korcsolyázó Egylet” a fost fondată în 1881.
S-a născut echipa de hochei pe gheață în 1929, când unii tineri au văzut un film despre un meci de hochei pe gheață și au fost încurajați să-și formeze propriul club. La aflarea înființării noii echipe, clubul Tenis Club Român din București i-a invitat pe cei de la Csíkszereda la un meci amical, care a fost câștigat de gazde cu 4–0. Pe 24–25 ianuarie 1931, Tenis Club a fost convocat pentru o revanșă, unde a obținut pentru prima dată o altă victorie cu 4–0, însă a doua zi jocul s-a încheiat cu 1–1, Jenő Császár marcând primul gol pentru Csíkszereda. Acest meci a fost și primul din istoria hocheiului pe gheață românesc care a fost fotografiat.
Echipa a intrat în campionatul României în 1933, dar din cauza lipsei de sprijin financiar și infrastructură nu a putut concura cu cluburile bucureștene. În plus, de la mijlocul anilor 1930 tot mai mulți jucători talentați au părăsit clubul pentru a se alătura rivalilor din ligă HC Brâila și Telefon Club, devenit ulterior campion național.
După Dictatul de la Viena în 1940, orașul a fost reatribuit Ungariei, iar echipa a intrat în liga maghiară. Patinoarul din Csíkszereda a fost modernizat și a găzduit campionatul național în 1943–44. În urma celui de-al Doilea Război Mondial, al doilea dictat de la Viena a fost anulat, iar zona a trecut din nou sub administrația românească.
Primul succes al clubului a venit în 1949, când a obținut titlul de Liga Națională de hochei, care a fost urmat de alte 4 titluri până în 1963. În ianuarie 1971 a fost inaugurată sala de gheață nou construită. Clubul a trecut printr-o perioada mai nefastă în următoarele decenii și nu a putut câștiga un alt titlu de ligă până în 1997. În 1999, sala de gheață a luat numele de legenda a clubului și fondatorul echipei de hochei, Lajos Vákár. Din a doua parte a anilor 2000, Csíkszereda s-a dovedit a fi un club puternic în campionatul intern și este, de asemenea, una dintre echipele dominante în MOL Liga.

## Palmares
Liga Națională de hochei:
 Campioni (17): 1949, 1952, 1957, 1960, 1963, 1997, 2000, 2004, 2007, 2008, 2009, 2010, 2011, 2012, 2013, 2018, 2022
 Cupa României
 Câștigători (15): :1950, 1952, 1995, 2001, 2003, 2006, 2007, 2010, 2011, 2014, 2016, 2018, 2019, 2020, 2022
 Liga Panonică:
 Câștigători (1) :  2004
 Erste Liga:
 Câștigători (4) : 2011, 2020, 2021, 2022

## Lotul de jucători[1]
| Portari | Portari                |
| ------- | ---------------------- |
| 1       | România Simó Joel Ábel |
| 31      | România Adorján Attila |
| 72      | România Ambrus Levente |

| Apărători | Apărători                    |
| --------- | ---------------------------- |
| 23        | România Both Péter           |
| 26        | România Kovács Előd          |
| 55        | România Salló Alpár          |
| 77        | România Bajkó Csongor        |
| 88        | România Ferencz Csibi Róbert |
| 93        | România Láday Tamás          |
| 95        | România Gecse Hugó           |

| Atacanți | Atacanți                 |
| -------- | ------------------------ |
|          | România Márton Botond    |
| 8        | România György Szilárd   |
| 9        | România Silló Arnold     |
| 10       | România Fodor Csanád     |
| 15       | România Kedves Tamás     |
| 20       | România Becze Tihamér    |
| 36       | România Rokaly Szilárd   |
| 38       | România Eduard Casaneanu |
| 58       | Suedia Fredrik Forsberg  |
| 61       | România Bíró Gergő       |
| 66       | România Péter Balázs     |
| 66       | Finlanda Niclas Lucenius |
| 76       | România Kristó Csongor   |
| 81       | România Részegh Tamás    |
| 96       | România Rokaly Norbert   |